# 9 (Public Image Ltd.)
| Recensione       | Giudizio |
| ---------------- | -------- |
| AllMusic         | [ 1 ]    |
| Robert Christgau | C+       |

9 è il settimo album in studio del gruppo alternative rock britannico Public Image Ltd., pubblicato nel 1989 dalla Virgin Records.

## Tracce
Testi e musiche di Public Image Ltd..
1. Happy? – 3:57 – Stephen Hague
2. Disappointed – 5:34 – Stephen Hague
3. Warrior – 4:17 – Stephen Hague
4. USL.S. 1 – 5:37 – Eric "ET" Thorngren
5. Sand Castles in the Snow – 3:44 – Stephen Hague
6. Worry – 3:54 – Stephen Hague
7. Brave New World – 4:19 – Eric "ET" Thorngren
8. Like That – 3:40 – Eric "ET" Thorngren
9. Same Old Story – 4:19 – Eric "ET" Thorngren
10. Armada – 4:43 – Eric "ET" Thorngren

## Formazione
- John Lydon - voce
- John McGeoch - chitarra
- Allan Dias - basso
- Bruce Smith - batteria, percussioni, programmatore